# Molinologie

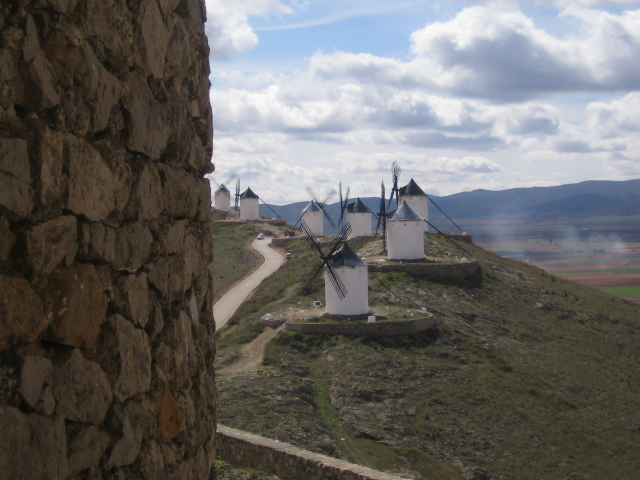
Een foto van windmolens genomen vanaf het balkon bij het kasteel van Consuegra.

Molinologie (van Latijn: molīna, molen; en Grieks λόγος, studie) is de studie van molens en andere mechanische werktuigen, die de kinetische energie van stromend water of wind benutten voor hun aandrijving. Ook met spierkracht van dier of mens aangedreven machines worden tot deze studie gerekend. De term werd in 1965 door de Portugese industrieelgeschiedkundige João Miguel dos Santos Simões ingevoerd.
Meer in het bijzonder beoogt molinologie het behouden van de kennis van deze traditionele werktuigen, die overbodig zijn geworden door nieuwe technologische ontwikkelingen.